# Робочий стрес
Робочий стрес — хворобливий психоемоційний стан, що виникає в процесі праці. Поняття охоплює великий набір розладів, включаючи психічні захворювання (наприклад, клінічну депресію, тривогу, посттравматичні стресові розлади) і інші типи емоційних розладів (незадоволеність, стома, стрес, і так далі), неадекватна поведінка (агресія, наркоманія), порушення пам'яті або концентрації . Ці порушення можуть призвести до незадовільного виконання працівником своїх обов'язків і завдати шкоди його здоров'ю. Робочий стрес також пов'язують з різними біологічними реакціями, які можуть підірвати здоров'я, наприклад серцева недостатність, або, в своїх крайніх проявах привести до смерті.

## Ознаки
Стрес може призвести до розладів настрою, порушень сну, диспепсії, головного болю і проблем у взаєминах з сім'єю і друзями. Вплив робочого стресу на перебіг хронічних захворювань важко піддається дослідженню через велику кількість супутніх чинників, крім стресу. Однак можна з упевненістю сказати, що стрес відіграє роль у розвитку розладів психіки та впливає на кровоносну і опорно-рухову системи.